# Stora Torungen fyr
Store Torungen fyr (Store Torungen fyr) är en fyr i Arendals kommun, Agder fylke, Norge. Fyren ligger på ön Store Torungen utanför staden Arendal. Fyrstationen är en kustfyr som byggdes 1844 samtidigt med Lilla Torungen fyr och Sandvikodden fyr. Stora och Lilla Torungen fyr byggdes som tvillingfyrar och därfor fick Arendal namnet "Staden med de två fyrtornen".